# Vertical
Para la banda de música peruana, ver Vêrtical.

La dirección de la plomada determina la vertical del lugar, cuya intersección con la esfera celeste son el de cenit y nadir.

En cada punto de la superficie terrestre, la dirección de la plomada determina la vertical del lugar, cuya intersección con la esfera celeste reciben los nombres de cenit y nadir. La vertical es perpendicular a la horizontal que es a su vez paralela al horizonte terrestre. Simplemente una vertical es de izquierda a derecha o a la inversa. 
Por extensión, el término vertical se utiliza junto con horizontal para describir líneas y conceptos relacionados, aunque no coincidan propiamente con la plomada o el horizonte (por ejemplo en los sistemas de coordenadas cartesianas). Lo único que importa es que ambos formen entre sí un ángulo recto. Así se utilizan estos conceptos sobre cualquier plano para describir trayectorias perpendiculares entre sí, por ejemplo, en la arquitectura o la ingeniería civil.
Más sencillamente, una vertical es una recta (imaginaria) que tiene su trayecto desde un punto cualquiera del espacio terrestre al centro de la tierra. Se puede definir una horizontal respecto de una vertical: una horizontal es la perpendicular a una vertical.
No obstante, al ser la Tierra un elipsoide de revolución o geoide, es decir una esfera achatada por los polos, la vertical real es la definida por la plomada, y establece una línea normal al geoide y perpendicular al horizonte. De esta forma, la latitud geográfica ({\displaystyle \Phi }) estará definida como el ángulo entre esta vertical real y el plano del Ecuador. Por otro lado existe la latitud geocéntrica ({\displaystyle \Phi '}), que es el ángulo entre el Ecuador y la normal al elipsoide en cada lugar. Ambas verticales se diferencian muy poco y el ángulo que forman entre sí se denomina desviación relativa y viene a ser de unos 12' de arco.
La latitud geocéntrica puede ser calculada a partir de la latitud geográfica, de la siguiente manera:
{\displaystyle \Phi '=\arctan(.9933\times \tan \Phi )}

## Verticales
Como hemos dicho arriba, la vertical de un lugar establece, por intersección con la esfera celeste, los puntos cenit y nadir, que son los polos del horizonte, entendido como círculo máximo. Pues bien, todos los planos que pasan por estos dos puntos (y por tanto, por la línea ZN) se llaman verticales. De estos planos, los más importantes son el Meridiano del lugar que va de Norte a Sur y el Primer Vertical, de Este-Oeste. Mediante estos dos planos se establecen los puntos cardinales. La intersección entre el Meridiano y el Horizonte establece una línea muy importante en topografía: la línea meridiana (línea Norte-Sur). Así, la vertical de una estrella cualquiera es el círculo máximo que, pasando por dicha estrella, corta asimismo la vertical del observador. Dichos planos o verticales son siempre perpendiculares al horizonte del observador.